# Aducanumab
L'aducanumab, noto anche con il nome commerciale di Aduhelm, è un anticorpo monoclonale umano, non autorizzato in Europa ma approvato negli Stati Uniti nel giugno 2021 per il trattamento della malattia di Alzheimer, dopo una serie di studi clinici atti a valutarne l'efficacia. Questo farmaco, commercializzato dalla casa farmaceutica Biogen con il nome di Aduhelm, riduce le placche senili nel cervello, ma non ha dimostrato inequivocabilmente il suo impatto positivo nel rallentare la progressione clinica della patologia, come il deterioramento cognitivo. Dovrà essere dimostrata entro il 2030 l'efficacia dell'aducanumab nel migliorare le capacità cognitive dei pazienti a cui viene somministrato, altrimenti l'anticorpo verrà ritirato dal mercato.
A seguito dell'autorizzazione della messa in commercio del lecanemab, nel 2023, le ricerche di laboratorio hanno iniziato a concentrarsi maggiormente su questo anticorpo, poiché sembra avere maggiori potenzialità nella mitigazione del quadro clinico dei pazienti con Alzheimer rispetto all'aducanumab.

## Meccanismo di azione
L'aducanumab riduce gli ammassi nel cervello di una proteina chiamata betamiloide o amiloide-β. Secondo una teoria chiamata "ipotesi amiloide", sono questi ammassi a determinare il decadimento cognitivo proprio della malattia di Alzheimer, ma è possibile che queste placche proteiche siano solo una manifestazione della malattia e non la causa del quadro clinico. Le prove di un legame tra la riduzione degli ammassi amiloidi nel cervello e un miglioramento delle funzioni cognitive sono molto deboli; inoltre l'aducanumab è spesso foriero di effetti collaterali importanti: circa il 40% degli individui a cui è stato somministrato ha presentato un aumento edematoso del volume del cervello.

## Ricerca
L'aducanumab è stato sviluppato da Biogen dopo aver accettato il brevetto formulato dalla casa produttrice svizzera Neurimmune. L'anticorpo lega gli ammassi di peptide betamiloide presenti nel cervello delle persone affette dalla malattia di Alzheimer, nella speranza di ridurre questi accumuli che, secondo l'ipotesi amiloide, sono la principale causa della malattia degenerativa. I risultati provvisori in fase I del secondo studio effettuato sull'aducanumab sonpo stati pubblicati nel marzo 2015. Uno studio in fase IB pubblicato nell'agosto 2016, vertente sull'aducanumab somministrato con perfusioni intravenose a cadenza mensile, è stato effettuato monitorando con risonanza magnetica nucleare il cervello dei pazienti oggetto di studio, per valutare l'evoluzione nel tempo delle placche di betamiloide. Alcuni studi clinici sull'aducanumab raggiunsero la fase III nel settembre 2016 ma furono interrotti nel marzo 2019, dopo che l'analisi di un gruppo indipendente aveva dimostrato che con questi studi c'erano scarse probabilità di raggiungere risultati clinici sperimentali che soddisfacessero gli obiettivi.
Il 22 ottobre 2019, la Biogen annunciò che avrebbe rilanciato la proposta di approvazione dell'aducanumab da parte della Food and Drug Administration (FDA), dopo aver dimostrato che il declino cognitivo era stato significativamente rallentato in pazienti affetti dagli stadi precoci della malattia di Alzheimer e ai quali erano state somministrate dosi particolarmente massicce di anticorpo. Le reanalisi dei dati degli studi precedentemente interrotti avevano infatti mostrato che i pazienti che avevano ricevuto dosi più elevate di aducanumab avevano avuto in media un declino cognitivo inferiore del 23% a quello occorso ai pazienti trattati in modo più blando.
Nel 2020, la FDA autorizzò un nuovo studio clinico sull'aducanumab. Il 4 novembre dello stesso anno venne annunciato che la sperimentazione era stata apprezzata dalla FDA, il che fece ben sperare circa l'approvazione del farmaco negli Stati Uniti e la conseguente messa in commercio su scala nazionale nel marzo 2021. Tuttavia, un comitato di esperti esterno alla FDA dette un parere preliminare contrario il 6 novembre 2020. Dopo questi dubbi sulla significatività dei risultati degli studi clinici, negli Stati Uniti fu definitivamente riconosciuta l'affidabilità dei dati promettenti che provenivano dagli studi presi in esame.
Contro l'esortazione del comitato esterno alla FDA ad evitare la commercializzazione dell'aducanumab, il prodotto venne approvato dalla FDA il 7 giugno 2021, al termine di una procedura accelerata avente come condizione che la Biogen sviluppasse entro i successivi nove anni uno studio confermante l'effetto positivo del farmaco sul piano delle prestazioni cognitive dei pazienti.
In Europa l'aducanumab non è mai stato ufficialmente approvato.

## Effetti collaterali
Gli effetti collaterali più comunemente osservati in luogo all'assunzione dell'aducanumab, nonché i più gravi, sono i seguenti:
- Edema cerebrale (presente nel 35% dei pazienti trattati con aducanumab contro il 3% dei pazienti trattati con il placebo)
- Microemorragie o sanguinamenti cerebrali (19% dei pazienti con aducanumab e 7% dei pazienti con placebo)
- Emosiderosi causata dall'accumulo di emosiderina legato alle microemorragie cerebrali (15% dei pazienti con aducanumab e 2% dei pazienti con placebo)
- Confusione, delirio, alterazione dello stato di coscienza, disorientamento (8% dei pazienti con aducanumab e 4% dei pazienti con placebo)

## Controversie
Molti studiosi sostengono che non esistano prove sufficienti per affermare che l'aducanumab sia efficace nel rallentare la progressione della malattia di Alzhheimer. Alcuni osservatori ritengono che l'approvazione dell'aducanumab negli Stati Uniti potrebbe "aprire la porta alle società farmaceutiche che vogliono sfruttare l'iter accelerato di approvazione per commercializzare farmaci le cui prove di efficacia e di sicurezza sono estremamente deboli". Le quotazioni in borsa della Biogen, in ogni caso, sono notevolmente aumentate nel giorno dell'approvazione dell'aducanumab da parte della FDA.
Sospettando un conflitto di interessi, la FDA ha aperto un'inchiesta interna sulle condizioni di attribuzione dell'autorizzazione della messa in commercio dell'anticorpo.

## Costi
Il costo dell'utilizzo di aducanumab per ogni pazienti è stimabile attorno ai 50 000 dollari all'anno; inizialmente si pensava che le persone anziane necessitanti il trattamento potessero essere coperte dall'assicurazione sanitaria Medicare e, di conseguenza, sarebbero state coperte dai costi.
L'Institute for Clinical and Economic Review, un'organizzazione indipendente che valuta i costi complessivi dei trattamenti medici, ha stimato una forchetta di prezzo annuale molto più bassa del prezzo annunciato, compresa tra 8 300 e 23 000 dollari, senza prendere in considerazione i costi supplementari per effettuare test finalizzati a ridurre i rischi di edema ed emorragie cerebrali connessi all'assunzione del farmaco.
Se il 5% dei 6 milioni di persone affette da malattia di Alzheimer negli Stati Uniti ricevesse l'aducanumab, questo diverrebbe il secondo farmaco più redditizio su scala nazionale, con circa 17 miliardi di dollari di ricavato all'anno.
Contro le aspettative, la Medicare ha però rifiutato di coprire le spese per la somministrazione dell'aducanumab al di fuori degli studi clinici, di conseguenza non rimborsa i pazienti che ne usufruiscono. Le vendite del farmaco, in conseguenza probabilmente della mancata copertura delle spese da parte di Medicare, non sono decollate come inizialmente si era previsto.

## Nella cultura di massa
L'aducanumab è citato nel brano musicale Ricordi dei Pinguini Tattici Nucleari, che parla di una donna affetta da demenza senile ad uno stadio avanzato.